# جيم رومانو
جيم رومانو (بالإنجليزية: Jim Romano)‏ هو لاعب كرة قاعدة أمريكي، ولد في 6 أبريل 1927 في بروكلين في الولايات المتحدة، وتوفي في 12 سبتمبر 1990.

## وصلات خارجية
- جيم رومانو على موقعبيزبول رفرنس.كوم (الدوري الرئيسي) (الإنجليزية)
- جيم رومانو على موقعبيزبول رفرنس.كوم (الدوري الثانوي) (الإنجليزية)